# 3D-controller
Een 3D-controller is een invoerapparaat dat met een computer verbonden wordt en bewegingen in zes vrijheidsgraden kan detecteren en doorgeven. Een 3D-controller wordt bij het modelleren van 3D-computergraphics en bij games gebruikt.
- links/rechts bewegen
- vooruit/achteruit bewegen
- omhoog/naar beneden bewegen
- links/rechts kantelen
- vooruit/achteruit kantelen
- linksom/rechtsom ronddraaien

3D-controllers worden vaak gebruikt als invoersysteem bij 3D-software, zoals SketchUp of bij het zoeken in virtuele kaarten zoals Google Earth. Een concreet voorbeeld van een 3D-controller is de SpaceNavigator. Door rechtshandigen wordt een 3D-controller met de linkerhand gebruikt om door een driedimensionaal model in de applicatie te bewegen terwijl de muis op de normale wijze voor verdere interactie wordt gebruikt.